# ムラサキケマン
ムラサキケマン（紫華鬘、学名: Corydalis incisa）はケシ科キケマン属の越年草。和名の由来は、花色が紫色で、花の形が仏殿に吊るす仏具の華鬘（けまん）に似ていることから名づけられている。

## 分布と生育環境
日本全国に分布し、国外では中国から知られる。木陰や林縁のやや湿ったところなどを好み、直射日光の当たらない場所に生育する。

## 特徴
越年草。茎は真っ直ぐに立ち、高さは30 - 50センチメートル (cm) ほど。茎には複数の葉がつき、それぞれ斜め上に伸びて2 - 3回3出複葉、小葉は扇形に近く、先端は丸くて、丸い鋸歯がある。葉質は薄くて柔らかく、つやを欠く。
花期は4 - 6月ごろ。赤紫色の長さ2 cmでキケマン属に独特の筒状の花を咲かせる。花の後方に蜜が入った長い距（きょ）とよばれる部分が突き出し、前方には上下に紅紫色の唇形の花びらがある。また花の前方中央部に、左右から合わさった白色の花びらがあり、この中に雄蕊と雌蕊が入っている。虫媒花でハチが訪れると下唇の花びらにとまり、中央の白い花びらを越えるようにして距の奥にある蜜を口吻で吸う。このとき、ハチの重みで花びらが下がり、雄蕊と雌蕊が下から露出してハチの身体に接触する。
果実は柄の先に下向きにつき、豆の果実に似る。長さ2 cmの莢の中には、黒い種子が10個ほど入っている。
根系は塊根から多数の不定根を伸ばすタイプである。塊根は胚軸が肥大して形成され、成体の塊根の大きさは10mm×6mm。塊根部分には根毛は無いが、定根および不定根には宿存根毛を生じる。

## 生活史
一般にこの植物は越年草といわれるが、実際にはもう少し複雑な生活史を持っている。この植物の種子は6月頃に成熟するが、これは発芽するのは翌年の春で、初夏まで成長した後、地上部は枯れ、地下に団子状の塊茎を残す。
これが再び活動するのはその年の秋で、数枚の葉を出して年を越し、春になると花茎を立てて花をつけ、結実すると全体が枯れる。上記の特徴の説明はこの花時期のものである。

## 毒性
全草にプロトピンを含む有毒植物。誤食すれば嘔吐・呼吸麻痺・心臓麻痺などを引き起こす。ウスバシロチョウの幼虫の食草であり、このためウスバシロチョウも有毒となる。また、植物体を傷つけたときに出る汁は悪臭がする。だが、実際に茎を折って匂いをかいでみると、特に臭いの感じられない個体も多い。
山菜であるシャク (植物)と生育場所や葉の形が非常によく似ているため、注意が必要である。

## 近縁種
花の形が独特なので、他の仲間と間違うことはない。同属にはジロボウエンゴサク等のエンゴサク類とキケマン類がある。前者は地下に塊茎を持つ小柄な植物であり、後者は黄色い花を持つ大柄な植物なので見分けに困ることはない。
帰化植物ではカラクサケマンがやや似ているが、より小型で、蔓のようにはい回る。